# Cathassach mac Lurgain
Cathassach mac Lurgain (ou Cathassach mac Fíachnai) (mort en 668) est le 12e roi de Dál nAraidi issu des  Cruithnes en Ulaid (Ulster).

## Contexte
Cathassach mac Lurgain est le fils de  Fiachnae mac Báetáin (†  626) un roi d'Ulaid et peut-être un Ard ri Erenn et le frère et second successeur de Eochaid Iarlaithe mac Lurgain mac Lurgain (†  666), roi du Dál nAraidi Il règne de 666 à 668.
Il appartient à la principale lignée régnante de la dynastie du Dál nAraidi connue sous le nom de Uí Chóelbad implantée à  Mag Line, à l'est de la cité d'Antrim dans l'actuel comté d'Antrim. Au VIe siècle et au VIIe siècle le Dál nAraidi est une composante de la confédération des tribus Cruithnes d'Ulaid dans l'actuelle province d'Ulster dont ils étaient la force dominante.
En 668, il entre en conflit avec la dynastie rivale d'Ulaid le Dal Fiatach sur laquelle règne Blathmac mac Máele Cobo († 670) il est tué lors de la bataille de Fertas, près de l'actuelle ville de Belfast.

## Sources
- (en) Francis John Byrne, Irish Kings and High-Kings, Dublin, Courts Press History Classics, 2001 (ISBN 1-851-82-196-1), p. 287 Kings of Ulster (Cruthin) Table n°7.
- (en) Gearóid Mac Niocaill, Ireland before Vikings, Dublin, Gill & Macmillan, 1972 (ISBN 0-71710-558-X), p. 138 Rulers of Dál nAraide 625-792